# Das Leben ist kein Kindergarten
Das Leben ist kein Kindergarten ist eine Fernsehreihe mit Oliver Wnuk in der Hauptrolle, die seit 2020 für Das Erste produziert wird. Die Folgen haben eine Länge von ca. 90 Minuten und werden im Rahmen der Reihe Endlich Freitag im Ersten ausgestrahlt.

## Handlung
Freddy und seine Frau Juliana ziehen mit ihren beiden Kindern und Freddys Vater von Konstanz nach Berlin zu Julianas Mutter. Gemeinsam mit seiner ehemaligen Kollegin Lara entwickelt Freddy ein Konzept für eine eigene Kita. Juliana sieht einen unerwarteten Knick in ihrer Karriere als Ärztin, als sie ungewollt schwanger wird. 
Nach anfänglichen Zweifeln entscheidet sich Juliana für das Kind, was Freddy freut. Ihm ist klar, dass er für seine Familie beruflich zurückstecken muss, denn auch sein Vater braucht demnächst mehr Pflege, da bei ihm Alzheimer diagnostiziert wurde.

## Hintergrund
Die Dreharbeiten für Das Leben ist kein Kindergarten erfolgten in Berlin, Konstanz und Brandenburg.

## Episodenliste
| Nr. | Originaltitel                   | Erstausstrahlung | Regie             | Drehbuch    | Zuschauer                       |
| --- | ------------------------------- | ---------------- | ----------------- | ----------- | ------------------------------- |
| 1   | Das Leben ist kein Kindergarten | 25. Sep. 2020    | Katja Benrath     | Oliver Wnuk | 4,27 Mio. Zuschauer (14,8 % MA) |
| 2   | Umzugschaos                     | 12. Nov. 2021    | Esther Gronenborn | Oliver Wnuk | 3,32 Mio. Zuschauer (11,5 % MA) |
| 3   | Vaterfreuden                    | 27. Jan. 2023    | Sinje Köhler      | Oliver Wnuk | 3,43 Mio. Zuschauer (12,8 % MA) |

## Rezeption

### Kritiken
Für tittelbach.tv wertete Tilmann P. Gangloff: „Was zunächst wie eine Variante von Toni, männlich, Hebamme wirkt, entpuppt sich als ernstzunehmende Dramedy über die Nöte eines Erziehers.“ Gangloff lobt die neue Filmreihe, bei der eine große „Ernsthaftigkeit spürbar ist, zumal es um Themen wie Abtreibung und Altersdemenz geht. Trotzdem bleibt der Tonfall überwiegend heiter, und darin liegt die große Kunst des […] von Hauptdarsteller Oliver Wnuk verfassten Drehbuchs, das existenzielle Herausforderungen schlüssig mit lustigen Momenten kombiniert.“
„Auch dem dritten Film […] gelingt eine sehenswerte Balance aus Drama und Komödie. Eine weitere Qualität des Drehbuchs ist die fließende Verknüpfung der diversen Ebenen: Die Struktur ist episodisch, wirkt aber nicht so. Im Mittelpunkt stehen die Elternteile des Paars, vor allem Freddys Vater Fritz, der unter zunehmender Demenz leidet. Das sorgt zwar für eine sehr witzige Szene, aber die Heiterkeiten können nur vorübergehend kaschieren, dass dieser Teil der Geschichte im Grunde tragisch ist.“